# Josip Jurjević-Jurčić de Tuol
Josip Jurjević-Jurčić de Tuol (Jablanac, 5. veljače 1785. – Beč, 21. listopada 1875.), hrvatski prosvjetni i znanstveni djelatnik.
Prema Klaiću, ime "de Tuol" je uzeo po Tulovim gredama.
Predavao je kao profesor na Akademiji u Zagrebu te na budimpeštanskom sveučilištu. Petar Strčić ga smatra "jednim od prvih najstarijih naših stručnjaka za radno pravo i statistiku".
Iako je dugo radio u inozemstvu, gdje je i umro, nikad nije zaboravio svoj rodni grad, o čemu svjedoči i to što je utemeljio zakladu za školovanje djece iz njegovog plemena (Jurčića).